# Châtenois (Basso Reno)
Châtenois (Kastenholz in  tedesco,Keschtaholz in alsaziano) è un comune francese di 4 199 abitanti situato nel dipartimento del Basso Reno nella regione del Grand Est.

## Società

### Evoluzione demografica
Abitanti censiti